# TrekStor
La TrekStor GmbH & Co. KG è un'azienda tedesca assemblatrice di periferiche di salvataggio dati portatili e periferiche audio con sede a Bensheim, in Germania.

## Specializzazione
Specializzata nella produzione di Hard Disk, lettori MP3 e memorie flash, la TrekStor è la prima azienda produttrice di prodotti multimediali portatili in Germania.

## Aziende di sua proprietà
Possiede tre aziende private, la DataStation, MovieStation, la vibes e i Beat.

## Prodotti
Nell'agosto 2007 un contenzioso tra l'azienda Beat (non ancora un brand della TrekStor) e la TrekStor, ha causato all'azienda un danno di circa 2 milioni di euro, come sanzione per aver usato il prototipo dei MP3 Beat Player 2.1.
Nel luglio 2009 annuncia di voler entrare nel mercato degli eBook, presentando al pubblico il TrekBook 1200, ancora in produzione.
Nel 2012 la TrekStor immette nel mercato i suoi primi tablet:  i Tablet SurfTab. Anche e-Book Reader, Lettori MP3, Accessori Apple, Memoria dati, Home entertainment e accessori vari, prodotti soprattutto nel 2013.